# Missió d'Administració Provisional de les Nacions Unides a Kosovo
La Missió d'Administració Provisional de les Nacions Unides a Kosovo (MINUK) (en anglès: United Nations Interim Administration Mission in Kosovo, UNMIK, en albanès Misioni i Administratës së Përkohshme të Kombeve të Bashkuara në Kosovë, en serbi Привремена административна мисија Уједињених нација на Косову), és l'administració provisional per part de l'ONU del territori en disputa de Kosovo. La Missió va gestar a Kosovo una fase de transició cap a la resolució del seu estatus definitiu després de la guerra de 1999. Després del fracàs de les negociacions entre les autoritats sèrbies i les del govern rebel de Kosovo, aquestes últimes van optar per declarar unilateralment i amb el suport dels Estats Units la independència de Sèrbia el 17 de febrer de 2008. Aquesta independència va ser reconeguda per Estats Units i la major part dels seus aliats, encara que no va ser acceptada per Sèrbia, Rússia ni per les Nacions Unides.

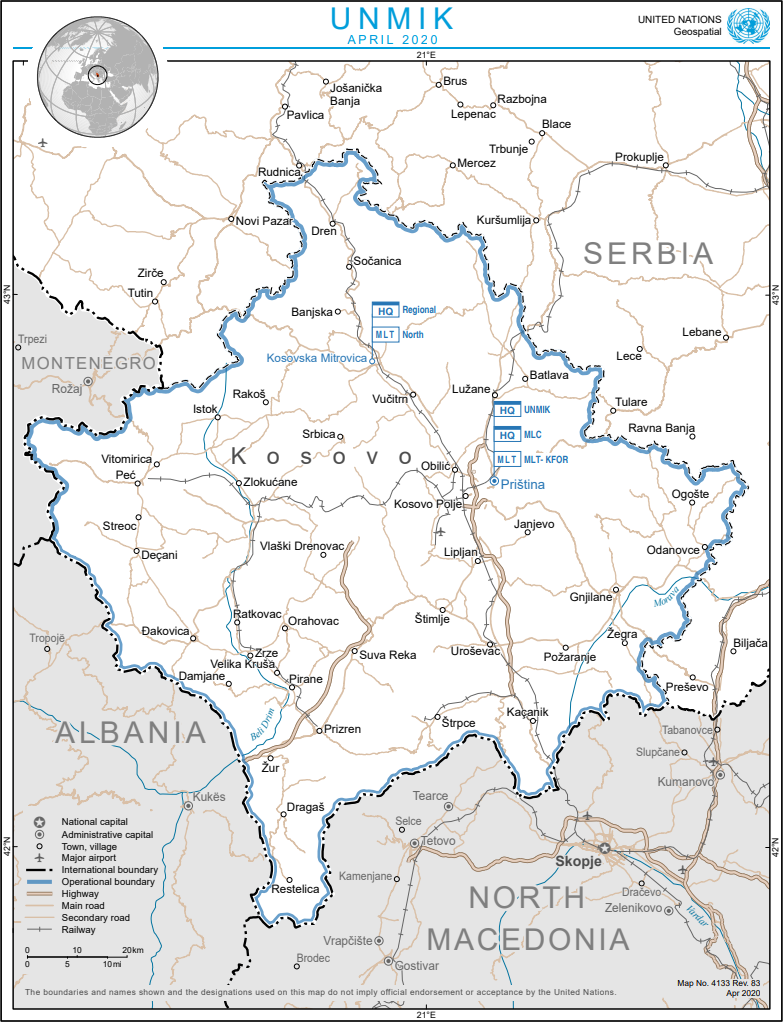
Desplegament de la UNMIK a Kosovo

La MINUK va ser creada per la resolució 1244 del Consell de Seguretat de l'ONU el 10 de juny de 1999, al final de la Guerra de Kosovo.
Al principi, el Consell de Seguretat va autoritzar al Secretari General perquè establís una presència internacional civil a Kosovo – la Missió d'Administració Provisional de les Nacions Unides a Kosovo (UNMIK) – a fi que Kosovo tingués una administració provisional sota la qual la seva població pogués gaudir d'una autonomia substancial. Per la seva complexitat i abast, la tasca encomanada no tenia precedents; el Consell va conferir autoritat a la UNMIK sobre el territori i la població de Kosovo, fins i tot totes les facultats legislatives i executives i l'administració del poder judicial.
Posteriorment, després de la declaració d'independència formulada per les autoritats de Kosovo i l'entrada en vigor d'una nova constitució el 15 de juny de 2008, les responsabilitats de la Missió s'han modificat en grau considerable, i després de la creació de la Missió de l'Estat de Dret de la Unió Europea a Kosovo (EULEX), que opera en el marc de la Resolució 1244 del Consell de Seguretat, el seu objectiu principal es promoure la seguretat, l'estabilitat i el respecte dels drets humans a Kosovo. EULEX assisteix i dona suport les autoritats de Kosovo en l'àrea de l'estat de dret, específicament en les àrees legal, judicial i policial. En setembre de 2012 va finalitzar la supervisió internacional, i Kosovo esdevingué responsable del seu propi govern.

## Estructura
La UNMIK s'ha dividit en quatre seccions que es denominen "pilars". Aquests són:
- Pilar I: Policia i justícia (dirigit per les Nacions Unides)[11]
- Pilar II: Administració civil (dirigit per les Nacions Unides)
- Pilar III: Democratització i creació d'institucions (dirigit per l'Organització per a la Seguretat i la Cooperació a Europa)
- Pilar IV: Reconstrucció i desenvolupament econòmic (dirigit per la Unió Europea)

La responsabilitat per l'aplicació dels pilars I i II ha estat transferida a les institucions d'autogovern provisional a Kosovo. Tanmateix, l'ONU segueix vigilant aquest compliment.
Després d'una important reestructuració interna de les seves activitats, aquesta estructura de Pilars va patir un canvi. El Pilar I va ser dissolt fent que el Comissari de Policia i el Director del Departament de Justícia informessin a la SRSG en comptes de la DSRSG com anteriorment. El Pilar II es va reduir a un Departament d'Administració Civil i el seu Director també va informar directament al SRSG. La UNMIK supervisa una força substancial de la Policia de les Nacions Unides d'aproximadament 1.985 efectius, incloses les unitats de policia formada.
Una força dirigida anomenada per l'OTAN anomenada KFOR proporciona una presència internacional de seguretat en suport del treball de la UNMIK, però no està subordinada a l'ONU.
El desenvolupament econòmic de la Unió Europea inclou la privatització d'antigues empreses governamentals. Belgrad ha oposat aquesta política. Això va ser realitzat anteriorment per la KTA (Kosovo Trust Agency) una organització de la UE amb Jasper Dick com a director gerent. Des de 2008 aquest paper de la KTA ha estat assumit per l'Agència de Privatització de Kosovo.

## Deures
La resolució 1244 atorgava poders a la UNMIK per:
- realitzar funcions administratives civils bàsiques;
- promoure l'establiment d'una autonomia substancial i autogovern a Kosovo;
- facilitar un procés polític per determinar l'estatut futur de Kosovo;
- coordinar l'ajuda humanitària i de desastres de totes les agències internacionals;
- donar suport a la reconstrucció d'infraestructures clau;
- Mantenir la llei i l'ordre civil;
- promoure els drets humans; i
- assegurar el retorn segur i sense obstacles de tots els refugiats i persones desplaçades a les seves llars a Kosovo.

Com s'ha descrit anteriorment, la UNMIK ja no duu a terme totes aquestes funcions

## Representants del Secretari General
El dirigent principal de la MINUK és el Representant Especial del Secretari General de les Nacions Unides a Kosovo. Aquest càrrec ha estat exercit per les següents persones:
- Sérgio Vieira de Mello (juny-juliol 1999)
- Bernard Kouchner (juliol 1999–2001)
- Hans Hækkerup, Denmark (2001–2002)
- Michael Steiner (2002–2003)
- Harri Holkeri (2003–2004)
- Søren Jessen-Petersen (2004–2006)
- Joachim Rücker (2006–2008)
- Lamberto Zannier (2008–2011)
- Farid Zarif (2011–2015)
- Zahir Tanin (des del 19 d'agost de 2015)